# Ten szósty
Ten szósty (org. Шестой) – radziecki dramat kryminalny z 1981 roku w reż. Samwieła Gasparowa. Film poświęcony jest "radzieckiej milicji i jej pierwszym, bohaterskim krokom".  

## Opis fabuły
Rosja radziecka tuż po zakończeniu wojny domowej. Do niedużego miasteczka (swoich rodzinnych stron) przyjeżdża nowy komendant miejscowego posterunku Roman Głodow. Jest szóstym z kolei milicjantem na tym stanowisku (stąd tytuł filmu) – dwaj jego poprzednicy zostali zabici, kolejni dwaj uciekli, a jeszcze kolejny po prostu zniknął. Zadanie ma nie łatwe – byli milicjanci ulegli rozproszeniu, w miasteczku szerzy się anarchia i bezprawie, a mieszkańcy są zastraszeni. Głodowowi z trudem udaje się skompletować obsadę posterunku – są to: fryzjer Pawlik, młody milicjant Łyszkow (jako jedyny pozostał na posterunku), lekarz Aleksandr, cyrkowy siłacz Nikita, pasterz Ochrim. 
Głównym przeciwnikiem nowej władzy radzieckiej i źródłem wszelkiego zła w okolicy jest lokalna banda koczująca w nieodległym lesie. To ona zastrasza mieszkańców miasteczka, morduje i grabi. Z czasem Głodow przekonuje się, że bandyci są dobrze poinformowani – dokonują napadu na lokalną siedzibę Komsomołu akurat w czasie gdy Głodow i jego ludzie są nieobecni w miasteczku, mordują informatora Głodowa, który pomaga mu ująć jednego z członków bandy. Dochodzi do wniosku, że informatorem bandytów jest miejscowy farmaceuta i zarazem były śledczy kryminalny Danilewski, z którym konsultuje się we wszelkich swoich poczynaniach. Pewności, co do roli dwulicowego farmaceuty nabiera z chwilą gdy w jego domu natrafia na ręcznej roboty zegar. Dokładnie taki sam, unikalny czasomierz był własnością bliskiego przyjaciela Głodowa, który zginął wraz z rodziną bestialsko zamordowany przez bandytów. Głodow postanawia urządzić prowokację celem wywabienia bandytów z lasu i skończyć z nimi raz na zawsze. W tym celu, w porozumieniu z szefem obwodowej milicji organizuje przejazd pociągu z "cennym ładunkiem" przez podległy mu rejon. Ów "cenny ładunek" to czysta fikcja, jednak Głodow i jego milicjanci robią wszystko aby wieść o nim rozeszła się po okolicy. Podstęp udaje się – w dniu przejazdu pociągu zostaje on zaatakowany przez liczną grupę bandytów, a większość z nich ginie zastrzelona przez ukrytych w pociągu milicjantów Głodowa i wspierających ich mieszkańców miasteczka pod przywództwem Mironycza. Sami milicjanci również ponoszą straty – giną niemal wszyscy ludzie Głodowa z wyjątkiem jego samego i Łyszkowa.
Po całym zajściu Głodow udaje się do Danilewskiego i demaskuje go, powołując się na wspomniany, unikalny zegar. Kiedy Danilewski sięga po ukrytą broń, Głodow strzela, zabijając go w obronie własnej. Nie jest jednak w stanie przewidzieć reakcji wychowanki Danilewskiego – Olgi, która sięga po upuszczony przez niego rewolwer i ciężko rani Głodowa. Głodowow unika jednak śmierci – w ostatniej scenie filmu przechodzi rekonwalescencję w miejscowym szpitalu, odwiedzany przez Łyszkowa i jego świeżo poślubioną żonę wraz z nowo narodzonym dzieckiem.  

## Obsada aktorska
- Siergiej Nikonienko – Roman Głodow
- Władimir Grammatikow – fryzjer Pawlik
- Jewgienij Bakałow – milicjant Łyszkow
- Timofiej Spiwak – Aleksandr
- Siergiej Ulianow – Nikita
- Macharbek Kokojew – Ochrim
- Michaił Kozakow – Danilewski
- Michaił Pugowkin – Mironycz
- Nina Mieńszykowa – matka Aleksandra
- Larysa Biełogurowa – Olga
- Marina Jakowlewna – Elżbieta (żona Łyszkowa)
- Wiktor Mielnikow – skrzypek Mirikow
- Boris Gitin – schwytany bandyta
- Oleg Fiedułow – bandyta z "obżynem" zatrzymujący Głodowa w pierwszej scenie filmu
- Siergiej Nikołajew – właściciel knajpy
- Igor Kłass – Korytin, szef obwodowej milicji
- Gieorgij Millar – staruszek-szachista
- Aleksandr Galibin – łącznik bandy

i inni.